# Дресва
Дресва́ — терригенная псефитовая осадочная горная порода, образовавшаяся в результате механического разрушения горных пород, крупнообломочный несвязанный грунт, сформированный твёрдыми неокатанными частицами диаметром от 2 до 5 мм (1 см). Грунты, содержащие более 50 % неокатанных частиц размером свыше 2 мм, называются дресвяными или дресвяником. В словаре Даля дресва — «крупный песок, гравий, хрящ».

## Происхождение
Породы типично континентальные, не несут на себе следов переноса и обработки водой. Могут быть получены искусственно путём дробления различных горных пород.

## Состав и свойства
Состав щебня и дресвы разнообразный, часто однородный (так как частицы не переносились, а значит, не перемешивались с другими). Щебенистый и дресвяный грунты малосжимаемы, неустойчивы на склонах. Обладают высокой водопроницаемостью (более 100 м/сутки) и малой влагоёмкостью. Реакция с HCl (10 %) зависит от состава породы.

## Использование
Используется в дорожном строительстве и для заполнения бетонов. Иногда состав обломочных пород позволяет использовать их в качестве сырья для получения искусственных строительных материалов (извести, цемента и др.)